# Alligator Records
Alligator Records – niezależna bluesowa wytwórnia muzyczna założona w 1971 przez Bruce Iglauera w Chicago, gdzie do dzisiaj ma swoją siedzibę. Iglauer założył wytwórnię korzystając ze swoich drobnych oszczędności po tym, jak jego pracodawca Bob Koester z Delmark Records odmówił nagrań dla Hound Dog Taylor & The HouseRockers – ulubionego zespołu. Dziewięć miesięcy później udało mu się zrealizować pierwszy album, po czym przestał pracować dla Delmark Records, poświęcając cały czas własnej wytwórni.
Od początku powstania Alligator Records zrealizował ponad 250 albumów (blues, rock, reggae).

## Wybrani artyści
- MOFRO
- Luther Allison
- Marcia Ball
- Elvin Bishop
- Lonnie Brooks
- Clarence "Gatemouth" Brown
- Roy Buchanan
- Michael Burks
- Cephas & Wiggins
- Little Charlie & the Nightcats
- Clifton Chenier
- Albert Collins
- Shemekia Copeland
- Robert Cray
- Buddy Guy
- Dave Hole
- Smokin' Joe Kubek
- Lazy Lester
- Lonnie Mack
- Charlie Musselwhite
- Professor Longhair
- Fenton Robinson
- Otis Rush
- Son Seals
- The Siegel-Schwall Band
- Hound Dog Taylor
- Koko Taylor
- Sonny Terry
- Rufus Thomas(inne języki)
- Maurice John Vaughan
- Johnny Winter
- Lil' Ed and the Blues Imperials